# Atac a Tudela
El Setge de Tudela de 1283 fou una de les batalles de la Croada contra la Corona d'Aragó.

## Antecedents
El papa Martí IV, que havia succeït Climent IV va declarar al rei Pere el Gran privat dels seus regnes a causa de la intervenció catalana a Sicília arran de les Vespres Sicilianes, i donà la investidura com a rei d'Aragó, rei de València i Comte de Barcelona el 27 d'agost de 1283.
El 1283 Eustaqui de Beaumarchais, governador de Navarra al front de quatre mil cavallers va irrompre al Regne d'Aragó, entrant i conquerint el castell d'Ull, a Navardún i altres viles dels voltants, i pocs mesos després, ajudat per molts aranesos i en especial per Augèr de Berbedà, senyor de Lés va envair la Vall d'Aran entre l'1 i l'11 de novembre de 1283 i van ocupar completament la vall.
Martí IV coronà com a rei d'Aragó, rei de València i Comte de Barcelona a Carles I d'Anjou, segon fill del rei Felip III de França el 27 de febrer de 1284 a París.
Pere el Gran acabava de completar el setge d'Albarrasí, aliat del Regne de Navarra i, per tant, del Regne de França, conquerint el senyoriu a Joan Nunyez de Lara i incorporant-lo al Regne d'Aragó.

## El Setge de Tudela
La resposta a l'intent d'invasió de Felip III de França a la Corona d'Aragó des del Regne de Navarra del 1283 es va tancar l'any següent amb el contraatac de Pere el Gran a l'horta de Tudela. El rei va deixar la mà lliure als almogàvers, que van talar l'horta sembrant el terror.